# Herbert II. (Maine)
Herbert II. von Maine († 9. März 1062) war seit 1051 ein Graf von Maine aus dem zweiten Haus Maine. Er war der Sohn und Nachfolger Graf Hugos IV. und seiner Ehefrau Bertha von Blois († 1085).
Nach dem Tod seines Vaters 1051 war Herbert noch unmündig, was der tatsächliche Herrscher über Maine, Graf Gottfried II. Martel von Anjou, als Vorwand nutzte, um seine Herrschaft als Vormund für Herbert zu legitimieren, zumal Maine formell ein Lehen von Anjou war. Doch Herberts Mutter gelang gemeinsam mit ihren Kindern die Flucht aus Le Mans an den Hof des Normannenherzogs Wilhelm II. (des späteren Eroberers von England), der sich zum Schutzherrn Herberts ernannte. 1056 erkannte Herbert den Herzog als seinen Lehnsherrn an und erreichte die Verlobung seiner Schwester mit dessen ältestem Sohn Robert Kurzhose.
Bald darauf starb Herbert. Mit ihm endete das zweite Haus Maine (die Hugoniden) im Mannesstamm. Der Kampf um die Vorherrschaft im Maine sollte die kommenden Jahre zwischen Angevinen und Normannen weitergehen. Es dauerte zwei Generationen mit erheblichen Auseinandersetzungen, bis mit Gottfried Plantagenet 1126 eine neue Dynastie dauerhaft die Herrschaft antrat.
| Vorgänger | Amt                      | Nachfolger       |
| --------- | ------------------------ | ---------------- |
| Hugo IV.  | Graf von Maine 1051–1062 | Walter von Vexin |

| Personendaten    | Personendaten                              |
| ---------------- | ------------------------------------------ |
| NAME             | Herbert II.                                |
| ALTERNATIVNAMEN  | Herbert II. von Maine (vollständiger Name) |
| KURZBESCHREIBUNG | Graf von Maine                             |
| GEBURTSDATUM     | 10. Jahrhundert oder 11. Jahrhundert       |
| STERBEDATUM      | 9. März 1062                               |